# Asyndetus exiguus
Asyndetus exiguus är en tvåvingeart som beskrevs av Van Duzee 1927. Asyndetus exiguus ingår i släktet Asyndetus och familjen styltflugor.
Artens utbredningsområde är Puerto Rico. Inga underarter finns listade i Catalogue of Life.